# Вишнев пинтиус
Вишнев пинтиус още вишнев барбус (Puntius titteya), е вид тропическа риба от семейство Шаранови.

## Разпространение
Видът е ендемичен за Шри Ланка. Обитават тинестите места в ручеите и реките.

## Описание
Дължина до 5 см. Тялото в изтеглено по дължина, профила на гърба е силно изпъкнал, страничната линия е непълна. Устата е долна, 1 двойка мустаци.
Гърбът е зелено-кафяв, страните са жълтеникави, червеникави или малиново-червени. От муцуната до „С“ минава черна ивица,
над нея са разположени отпред златиста, отзад зелено-синя ивици, задната може да има отдолу червен кант. Под черната ивица понякога се виждат черни точки. Дъговата обвивка на окото е кървавочервена. Плавниците са жълтеникави до червени. Самеца е по-строен, по ярко оцветен, плавниците са червени. „А“ е с тънък тъмен край. Цялата окраска се вижда на 2-годишна възраст. Самката може да има еднотонна окраска със слабо видима цветна ивица. Плавниците са жълти.
Инкубационен период 1 – 2 денонощия, малките проплуват след 3 – 4 денонощия. Полова зрялост след 6 – 8 месеца.